# Landskrona BoIS
Maillots
Le Landskrona BoIS est un club suédois de football basé à Landskrona.
En décembre 2009, la star du football suédois Henrik Larsson est nommé entraîneur du club, deux mois après avoir mis un terme à sa carrière de joueur.

## Historique
- 1915 : fondation du club
- 1972 : 1re participation à une coupe d'Europe (C2, saison 1972/73)

## Palmarès
- Coupe de Suède
  - Vainqueur : 1972
  - Finaliste : 1949, 1976, 1984, 1993